# Fagersjö
Fagersjö est un quartier du district de Farsta à Stockholm en Suède.

## Situation
Fagersjö est un quartier de Söderort. Il borde Farsta, Farsta strand, Hökarängen, Gubbängen, Högdalen et Rågsved ainsi que Svartvik dans la commune d'Huddinge. 
Fagersjö se trouve le long de la rive nord du lac Magelungen (sv) et a une superficie de 175 hectares.
À Fagersjö se trouvent les Högdalstoppen (sv), deux des points culminants de Stockholm, offrant une large vue sur le sud de Stockholm.
Le point de repère de Fagersjö est le château d'eau d'une grande valeur culturelle et historique, appelé réservoir d'Högdal (sv), conçu par l'architecte Nils Sterner en construit en 1958. 
Selon le Musée municipal de Stockholm, le bâtiment présente de très grandes valeurs environnementales et urbaines. Au sud-est du château d'eau s'étend le Fagersjöskogen, qui s'étend sur 100 hectares. 
C'est le plus grand sapin de Stockholm, dont la circonférence du tronc, à 1,5 mètres de hauteur, dépasse trois mètres.

## Galerie

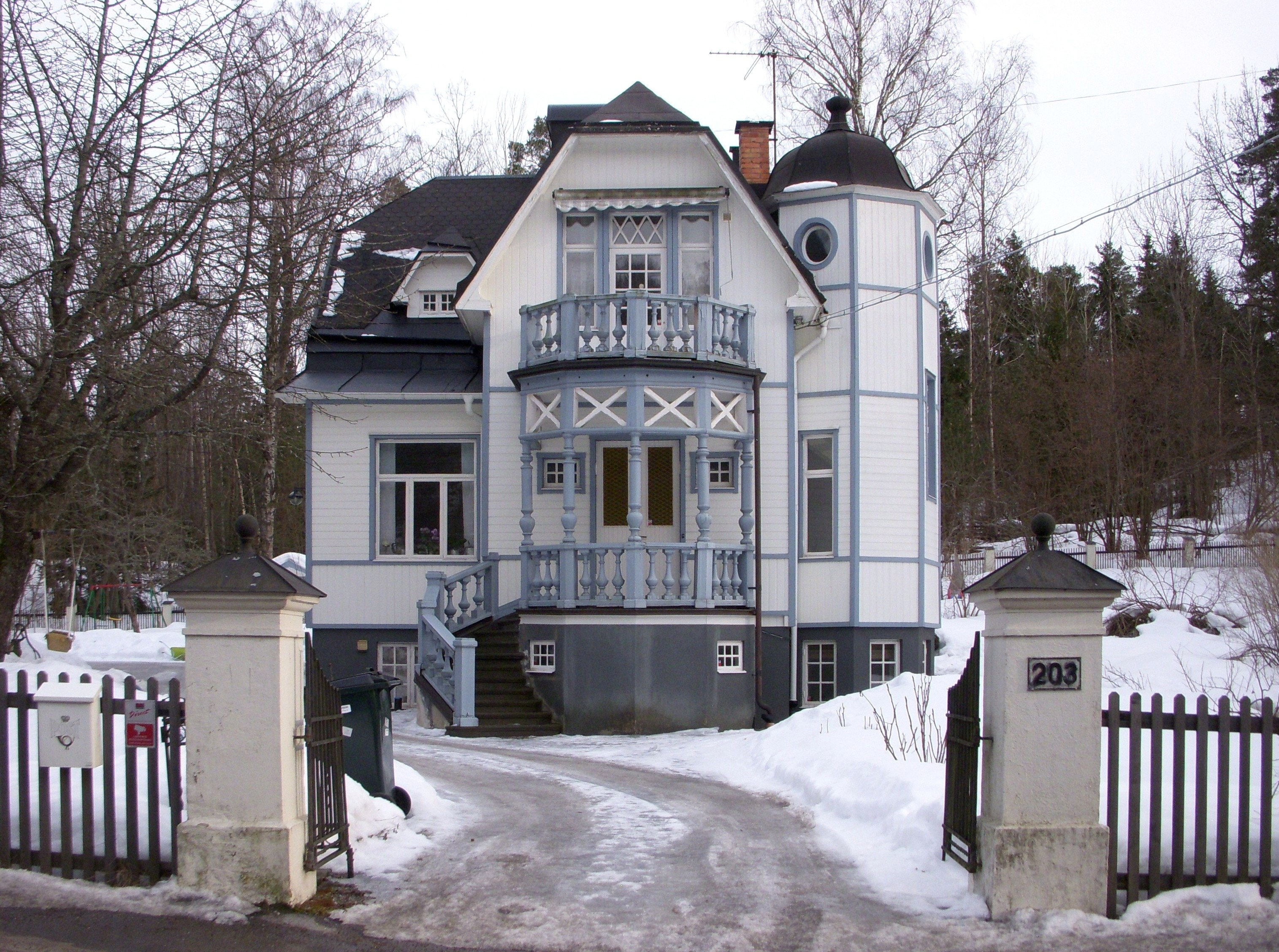
Villa Lindhov, Fagersjövägen 203.
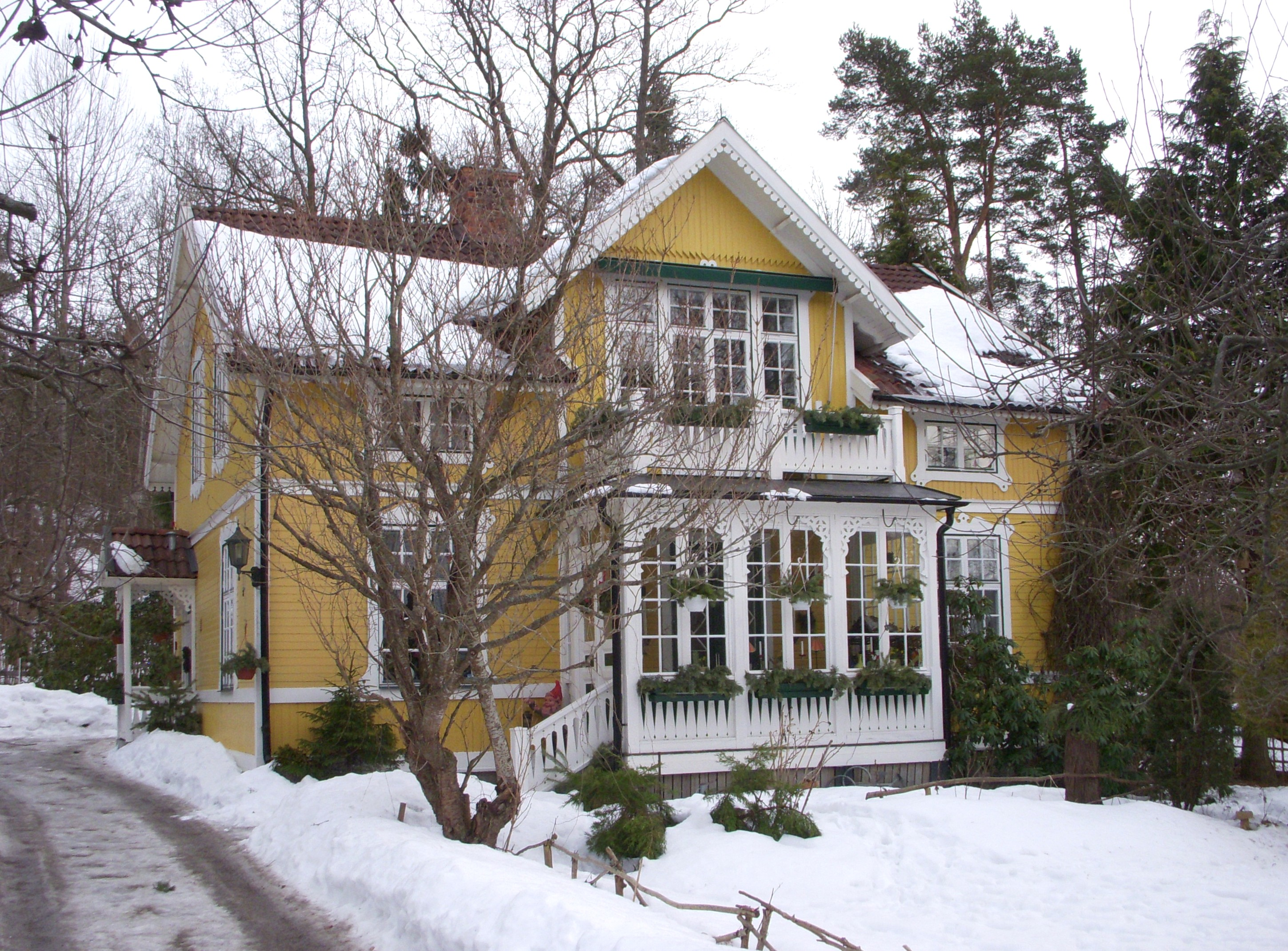
Villa Edvardshäll, Fagersjövägen 211.
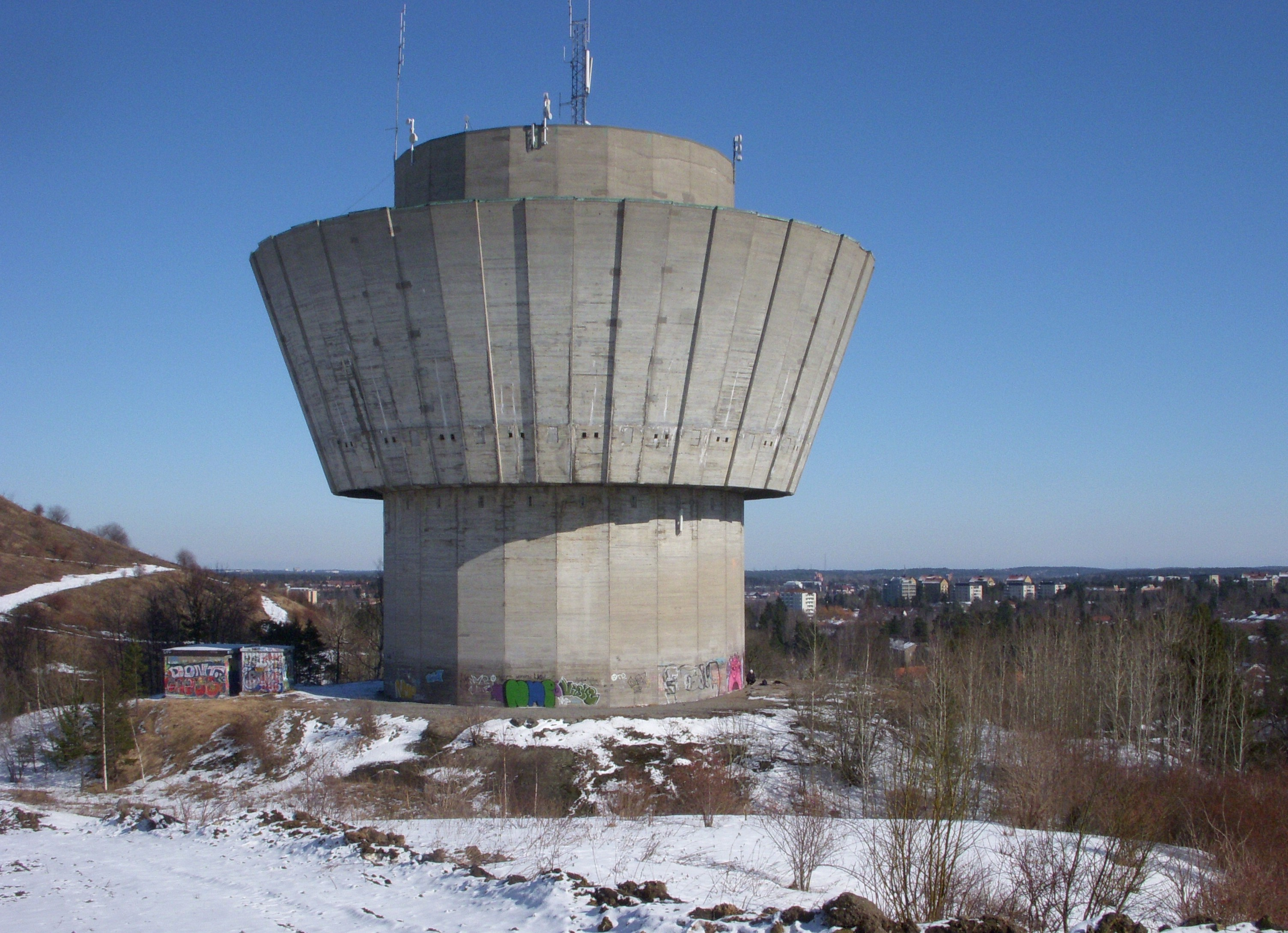
Réservoir d'Högdal.
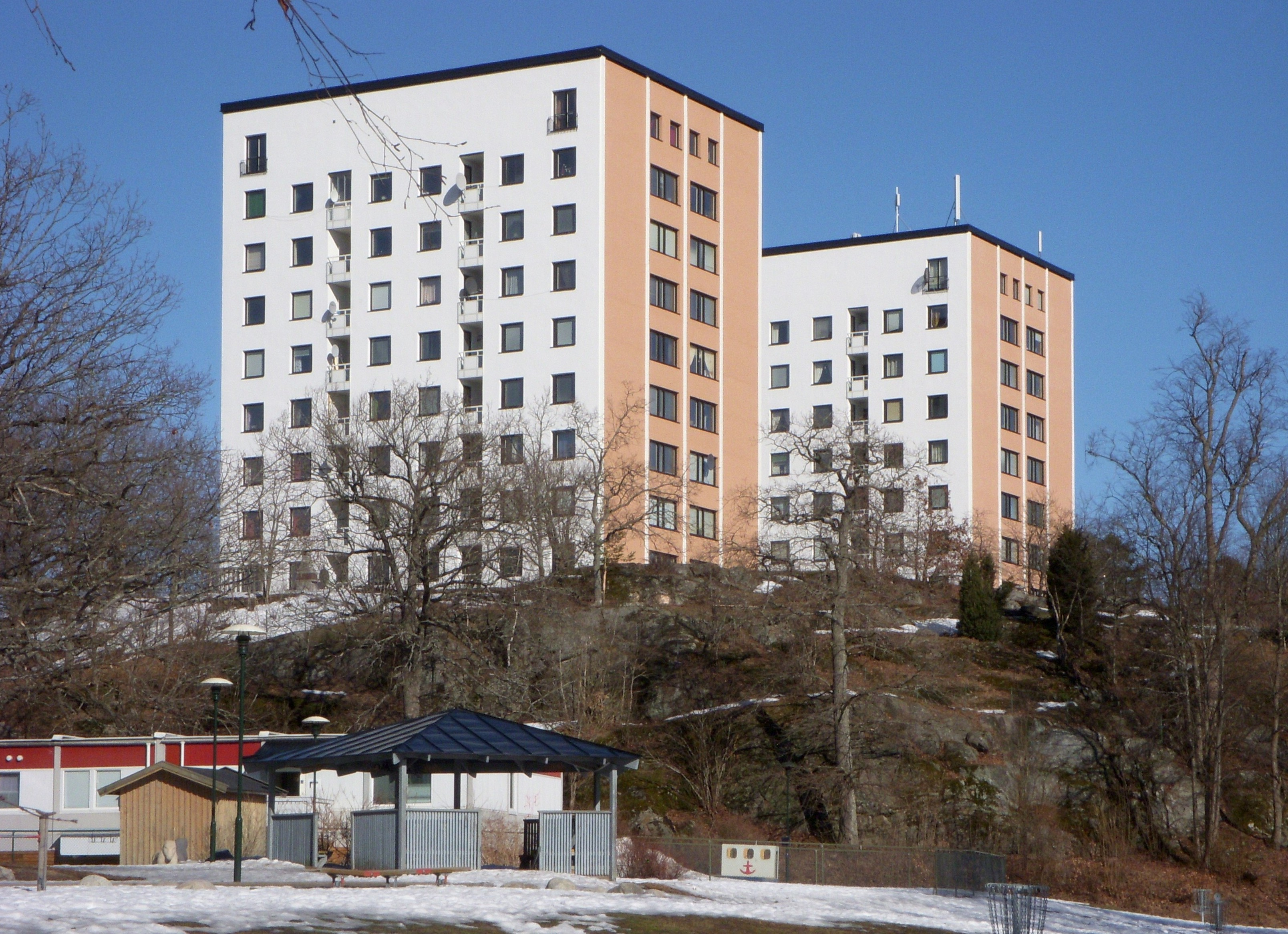

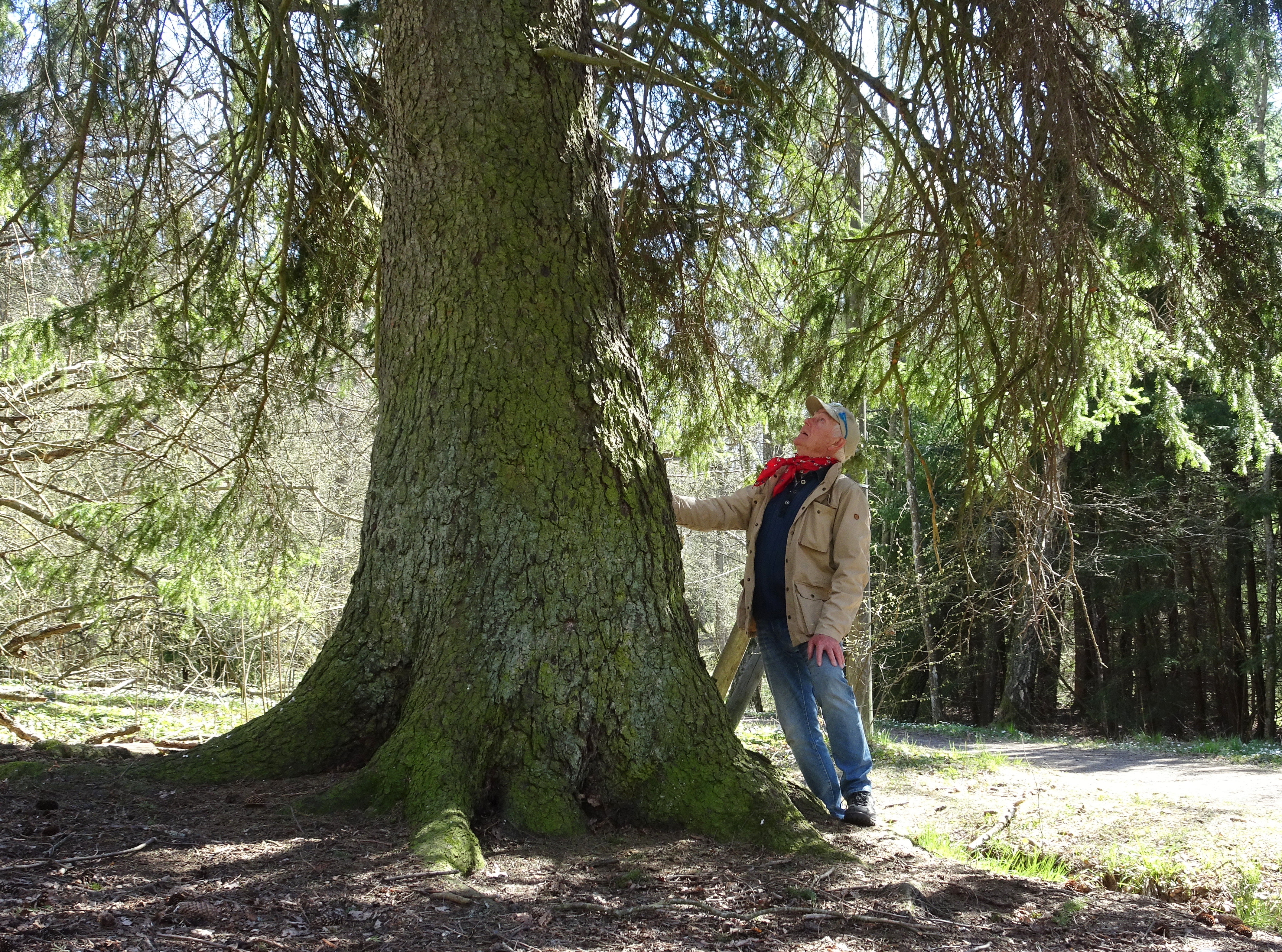
Fagersjöskogen.
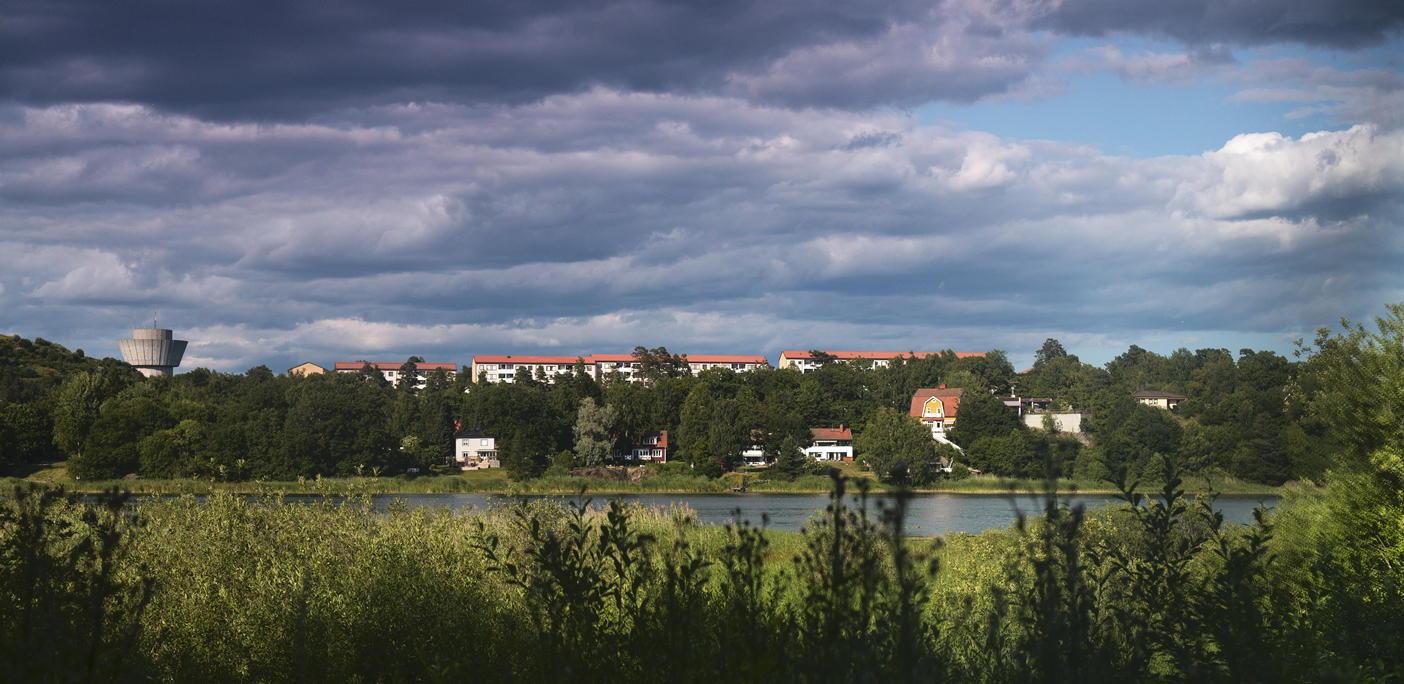
Gräsandsvägen.
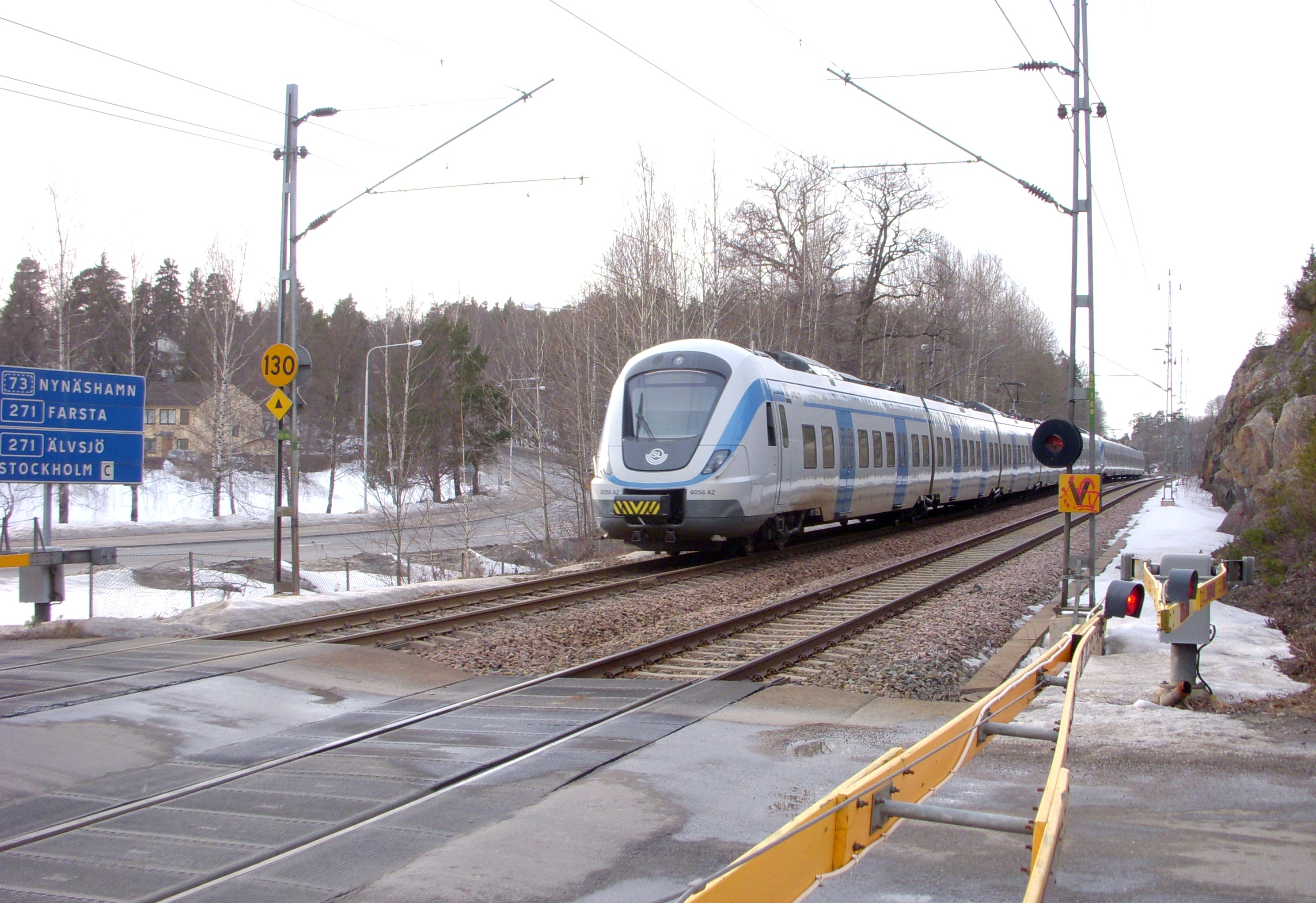
Nynäsbanan au carrefour Magelungsvägen / Fagersjövägen.